# Космос-2334
Космос-2334 је један од преко 2400 совјетских вјештачких сателита лансираних у оквиру програма Космос.
Космос-2334 је лансиран са космодрома Плесецк, Русија, 5. септембра 1996. Ракета-носач Космос је поставила сателит у орбиту око планете Земље. 